# Evarist Stocké
Evarist Stocké (Nazareth, 5 december 1872 - Gundelsheim, Duitsland, 16 december 1944) was een Belgisch arts, een Vlaams activist en lid van de Raad van Vlaanderen.

## Levensloop
Stocké promoveerde in 1897 tot doctor in de geneeskunde aan de Katholieke Universiteit Leuven en vestigde zich als arts in Beveren-Waas. Hij ging zich verder specialiseren als oogarts in Berlijn en vestigde zich vervolgens in Gent.
Hij werd Duitsgezind en hoopte dat een Groot-Germaanse volksgemeenschap tot stand zou komen. Hij werd lid van het Katholiek Vlaamsch Oud-Hoogstudentenverbond en knoopte vriendschap aan met Jan Domela Nieuwenhuis Nyegaard. Tijdens de Eerste Wereldoorlog werd hij een actief en radicaal lid van Jong-Vlaanderen. Hoewel hij actief meewerkte aan de voorbereidingen voor het vernederlandsen van de Gentse universiteit, werd hij er niet benoemd voor zijn specialiteit: de leerstoel oogheelkunde ging naar Reimond Speleers.
Op 4 februari 1917 behoorde hij tot de oprichters van de Raad van Vlaanderen. Hij was toen in contact met de Duitse katholieke politicus Matthias Erzberger (1875-1921), wiens gedachten hij deelde over het opnemen van het katholieke Vlaanderen als bondsstaat in het Duitse Rijk. Samen met Konrad Beyerlé spande hij zich in om de betrokkenheid van katholieken in het activisme te vergroten. Hij werd vanaf 3 juni 1917 de uitgever van het Gentse katholieke en activistische dagblad De Morgenbode. 
In november 1918 vluchtte hij met zijn gezin naar Duitsland. Dankzij minister Erzberger kreeg hij een artsenvergunning en opende hij een oogheelkundige praktijk. Hij werd tot Duitser genaturaliseerd en bleef nog verder Duitse steun zoeken voor anti-Belgische activiteiten.